# Aweinatt Thall
Aweinatt Thall è uno degli otto comuni del dipartimento di Tintane, situato nella regione di Hodh El Gharbi in Mauritania. Nel censimento della popolazione del 2000 contava 9.114 abitanti.